# Bäckebo socken
Bäckebo socken i Småland ingick i Norra Möre härad, ingår sedan 1971 i Nybro kommun och motsvarar från 2016 Bäckebo distrikt i Kalmar län.
Socknens areal är 225,84 kvadratkilometer, varav land 219,42. År 2000 fanns här 869 invånare. Tätorten  Bäckebo med sockenkyrkan Bäckebo kyrka ligger i socknen. 

## Administrativ historik
Omkring 1600 tillkom Bäckebo kapell, som 1680 blev komministratur i ett kapellag. 1733 blev utbröts församlingen ur Åby församling. 1740 blev Bäckebo en egen jordebokssocken. I samband med tillkomsten av kapellförsamlingen omkring år 1600 överfördes från Åby socken byarna Alebo, Balebo, Bäckebo, Bönemåla, Eskilshult, Haltemåla, Hinsaryd, Hälleskalla, Jonsryd, Knivingaryd, Kättilstorp, Luvehult, Sjömåla, Skedsbygd, Skillerhult, Snokebo, Stenbrohult och Stödstorp. 1 januari 1879 överfördes från Ryssby socken byarna Abbetorp, Geltorp, Högahyltan, Mjösingsmåla, Näversjö och Rugstorp.
Vid kommunreformen 1862 övergick socknens ansvar för de kyrkliga frågorna till Bäckebo församling och för de borgerliga frågorna till Bäckebo landskommun. Denna senare inkorporerades 1952 i Alsterbro landskommun och uppgick senare 1969  i Nybro stad, från 1971 Nybro kommun.
1 januari 2016 inrättades distriktet Bäckebo, med samma omfattning som församlingen hade 1999/2000.  
Socknen har tillhört samma fögderier och domsagor som Norra Möre härad. De indelta soldaterna tillhörde livkompaniet i Kalmar regemente samt båtsmän i Smålands båtsmanskompani

## Geografi
Bäckebo socken ligger nordnordost om Nybro och består av kuperad skogsbygd med kärr, mossar och stenrik morän.

## Fornminnen
Vid sidan av några lösfynd är fornlämningar inte kända.

## Namnet
Namnet (1596 Beckiabodha), är taget från kyrkbyn. Det består av förledet bäck och efterledet en pluralform av bod. Sannolikt syftar namnet på bodar som varit belägna vid Snärjebäcken, som rinner norr om Bäckebo.

### Fotnoter
1. 1 2 3  Svensk Uppslagsbok andra upplagan 1947–1955: Bäckebo socken
2. 1 2  Harlén, Hans; Harlén Eivy (2003). Sverige från A till Ö: geografisk-historisk uppslagsbok. Stockholm: Kommentus. Libris 9337075. ISBN 91-7345-139-8
3. ↑  DMS 4:1 Möre
4. ↑  Administrativ historik för bäckebo socken (Klicka på församlingsposten). Källa: Nationella arkivdatabasen, Riksarkivet.
5. 1 2 3  Nationalencyklopedin
6. ↑  Sjögren, Otto (1931). Sverige geografisk beskrivning del 2 Östergötlands, Jönköpings, Kronobergs, Kalmar och Gotlands län. Stockholm: Wahlström & Widstrand. Libris 9939
7. ↑  Fornlämningar, Statens historiska museum: Bäckebo socken
8. ↑  Fornminnesregistret, Riksantikvarieämbetet: Bäckebo socken Fornminnen i socknen erhålls på kartan genom att skriva in sockennamn (utan "socken") i "Ange geografiskt område"